# سوینگ انترتینمنت
سوینگ انترتینمنت (کره‌ای: 스윙 엔터테인먼트؛ انگلیسی: Swing Entertainment) یک آژانس سرگرمی در کره جنوبی بود که در ژوئن ۲۰۱۸ توسط شین دونگ گیل تأسیس شد. در سال ۲۰۲۴، تصمیم گرفته شد که این شرکت توسط ویک‌وان ادغام و جذب شود.
این آژانس هنرمندانی همچون آی.او. آی، وانا وان، آیز*وان، اکس‌وان، ناتی، کیم جه هوان، ای.سی. ای (همراه بیت اینتراکتیو) و کپلر (همراه ویک‌وان) را مدیریت می‌کرد.

## هنرمندان پیشین
- وانا وان (۲۰۱۷–۲۰۱۹)
  - کیم جه هوان (۲۰۱۷–۲۰۲۳)[۵]
- آی.او. آی (۲۰۱۹) (همراه استودیو بلو)
- اکس‌وان (۲۰۱۹–۲۰۲۰)
- آیز*وان (۲۰۱۸–۲۰۲۱) (همراه آف د رکورد انترتینمنت)
- سون هو یونگ (۲۰۱۹–۲۰۲۱)
- ناتی (۲۰۲۰–۲۰۲۲)
- کیم یونگ هوم (۲۰۲۰–۲۰۲۴)
- شانی (۲۰۲۰–۲۰۲۴)
- ای.سی. ای (همراه بیت اینتراکتیو) (۲۰۲۱–۲۰۲۴)
- کپلر (همراه ویک‌وان) (۲۰۲۲–۲۰۲۴)
- ویویز (همراه بی‌پی‌ام) (۲۰۲۲–۲۰۲۴)